# 1192
Il 1192 (MCXCII in numeri romani) è un anno bisestile del XII secolo.

## Eventi
- L'Imperatrice Costanza, catturata dai Siciliani nel 1191, è rilasciata dietro pressioni del Papa, e ritorna in Germania.
- Ugo, vescovo di Lincoln inizia la ricostruzione della cattedrale di Lincoln distrutta da un terremoto nel 1185. Essa verrà parzialmente terminata nel 1239, anche se i lavori di completamento continuano ancora oggi.
- Viene assegnato il titolo di shōgun a Minamoto no Yoritomo, istituendo il primo bakufu della storia del Giappone.
- 28 aprile: Corrado del Monferrato viene assassinato, solo 7 giorni dopo la sua elezione al trono.
- Settembre: Si conclude la Terza crociata con la stipulazione della Pace di Ramla.
- Riccardo I d'Inghilterra viene preso in ostaggio da Leopoldo V di Babenberg.

## Nati
- 17 febbraio - Al-Mustansir, califfo arabo († 1242)
- 17 settembre - Minamoto no Sanetomo, militare giapponese († 1219)
- Amalrico VI di Montfort, nobile francese († 1241)
- Henry de Beaumont, V conte di Warwick, nobile britannico († 1229)
- Giovanni III Vatatze, imperatore bizantino († 1254)
- Gojong di Goryeo, re coreano († 1259)
- Kamal al-Din ibn al-Adim, storico siriano († 1262)
- Matilde Marshal, nobile britannica († 1248)
- Margherita di Borgogna, nobildonna francese († 1243)
- Fujiwara no Ieyoshi, poeta giapponese († 1264)

## Morti
- 1º febbraio - Tokudaiji Sanesada, poeta giapponese (n. 1139)
- 26 aprile - Go-Shirakawa, imperatore giapponese (n. 1127)
- 28 aprile - Corrado del Monferrato, nobile e cavaliere medievale italiano
- 8 maggio - Ottocaro IV di Stiria, nobile austriaco (n. 1163)
- 25 agosto - Wichmann von Seeberg, arcivescovo cattolico tedesco
- 26 agosto - Qilij Arslan II, sultano turco
- 2 settembre - Ibn Shahrashub, giurista persiano (n. 1095)
- 6 settembre - Ugo III di Borgogna, duca (n. 1148)
- 24 novembre - Alberto di Lovanio, vescovo cattolico, cardinale e santo belga (n. 1166)
- Adamo di San Vittore, poeta francese (n. 1112)
- Barrale di Marsiglia, trovatore francese
- Bonifacio, vescovo cattolico italiano
- Hermangard d'Asp, militare francese
- Giambuono de' Medici (n. 1140)
- Garnier de Naplouse, militare francese (n. 1147)
- Narjot II di Toucy, nobile francese
- Pṛthvīrāja Cauhāna, sovrano indiano (n. 1149)
- Rodolfo, patriarca cattolico francese
- Venceslao II, sovrano boemo (n. 1137)
- Ambrogio del Carretto, vescovo cattolico italiano

## Calendario
| Calendario 1192 | Calendario 1192 | Calendario 1192 | Calendario 1192 | Calendario 1192 | Calendario 1192 | Calendario 1192 | Calendario 1192 | Calendario 1192 | Calendario 1192 | Calendario 1192 | Calendario 1192 | Calendario 1192 | Calendario 1192 | Calendario 1192 | Calendario 1192 | Calendario 1192 | Calendario 1192 | Calendario 1192 | Calendario 1192 | Calendario 1192 | Calendario 1192 | Calendario 1192 | Calendario 1192 | Calendario 1192 | Calendario 1192 | Calendario 1192 | Calendario 1192 | Calendario 1192 | Calendario 1192 | Calendario 1192 | Calendario 1192 | Calendario 1192 |
| --------------- | --------------- | --------------- | --------------- | --------------- | --------------- | --------------- | --------------- | --------------- | --------------- | --------------- | --------------- | --------------- | --------------- | --------------- | --------------- | --------------- | --------------- | --------------- | --------------- | --------------- | --------------- | --------------- | --------------- | --------------- | --------------- | --------------- | --------------- | --------------- | --------------- | --------------- | --------------- | --------------- |
|                 | 1               | 2               | 3               | 4               | 5               | 6               | 7               | 8               | 9               | 10              | 11              | 12              | 13              | 14              | 15              | 16              | 17              | 18              | 19              | 20              | 21              | 22              | 23              | 24              | 25              | 26              | 27              | 28              | 29              | 30              | 31              |                 |
| Gennaio         | Me              | Gi              | Ve              | Sa              | Do              | Lu              | Ma              | Me              | Gi              | Ve              | Sa              | Do              | Lu              | Ma              | Me              | Gi              | Ve              | Sa              | Do              | Lu              | Ma              | Me              | Gi              | Ve              | Sa              | Do              | Lu              | Ma              | Me              | Gi              | Ve              |                 |
| Febbraio        | Sa              | Do              | Lu              | Ma              | Me              | Gi              | Ve              | Sa              | Do              | Lu              | Ma              | Me              | Gi              | Ve              | Sa              | Do              | Lu              | Ma              | Me              | Gi              | Ve              | Sa              | Do              | Lu              | Ma              | Me              | Gi              | Ve              | Sa              |                 |                 |                 |
| Marzo           | Do              | Lu              | Ma              | Me              | Gi              | Ve              | Sa              | Do              | Lu              | Ma              | Me              | Gi              | Ve              | Sa              | Do              | Lu              | Ma              | Me              | Gi              | Ve              | Sa              | Do              | Lu              | Ma              | Me              | Gi              | Ve              | Sa              | Do              | Lu              | Ma              |                 |
| Aprile          | Me              | Gi              | Ve              | Sa              | Do              | Lu              | Ma              | Me              | Gi              | Ve              | Sa              | Do              | Lu              | Ma              | Me              | Gi              | Ve              | Sa              | Do              | Lu              | Ma              | Me              | Gi              | Ve              | Sa              | Do              | Lu              | Ma              | Me              | Gi              |                 |                 |
| Maggio          | Ve              | Sa              | Do              | Lu              | Ma              | Me              | Gi              | Ve              | Sa              | Do              | Lu              | Ma              | Me              | Gi              | Ve              | Sa              | Do              | Lu              | Ma              | Me              | Gi              | Ve              | Sa              | Do              | Lu              | Ma              | Me              | Gi              | Ve              | Sa              | Do              |                 |
| Giugno          | Lu              | Ma              | Me              | Gi              | Ve              | Sa              | Do              | Lu              | Ma              | Me              | Gi              | Ve              | Sa              | Do              | Lu              | Ma              | Me              | Gi              | Ve              | Sa              | Do              | Lu              | Ma              | Me              | Gi              | Ve              | Sa              | Do              | Lu              | Ma              |                 |                 |
| Luglio          | Me              | Gi              | Ve              | Sa              | Do              | Lu              | Ma              | Me              | Gi              | Ve              | Sa              | Do              | Lu              | Ma              | Me              | Gi              | Ve              | Sa              | Do              | Lu              | Ma              | Me              | Gi              | Ve              | Sa              | Do              | Lu              | Ma              | Me              | Gi              | Ve              |                 |
| Agosto          | Sa              | Do              | Lu              | Ma              | Me              | Gi              | Ve              | Sa              | Do              | Lu              | Ma              | Me              | Gi              | Ve              | Sa              | Do              | Lu              | Ma              | Me              | Gi              | Ve              | Sa              | Do              | Lu              | Ma              | Me              | Gi              | Ve              | Sa              | Do              | Lu              |                 |
| Settembre       | Ma              | Me              | Gi              | Ve              | Sa              | Do              | Lu              | Ma              | Me              | Gi              | Ve              | Sa              | Do              | Lu              | Ma              | Me              | Gi              | Ve              | Sa              | Do              | Lu              | Ma              | Me              | Gi              | Ve              | Sa              | Do              | Lu              | Ma              | Me              |                 |                 |
| Ottobre         | Gi              | Ve              | Sa              | Do              | Lu              | Ma              | Me              | Gi              | Ve              | Sa              | Do              | Lu              | Ma              | Me              | Gi              | Ve              | Sa              | Do              | Lu              | Ma              | Me              | Gi              | Ve              | Sa              | Do              | Lu              | Ma              | Me              | Gi              | Ve              | Sa              |                 |
| Novembre        | Do              | Lu              | Ma              | Me              | Gi              | Ve              | Sa              | Do              | Lu              | Ma              | Me              | Gi              | Ve              | Sa              | Do              | Lu              | Ma              | Me              | Gi              | Ve              | Sa              | Do              | Lu              | Ma              | Me              | Gi              | Ve              | Sa              | Do              | Lu              |                 |                 |
| Dicembre        | Ma              | Me              | Gi              | Ve              | Sa              | Do              | Lu              | Ma              | Me              | Gi              | Ve              | Sa              | Do              | Lu              | Ma              | Me              | Gi              | Ve              | Sa              | Do              | Lu              | Ma              | Me              | Gi              | Ve              | Sa              | Do              | Lu              | Ma              | Me              | Gi              |                 |